# Falla de Atacama

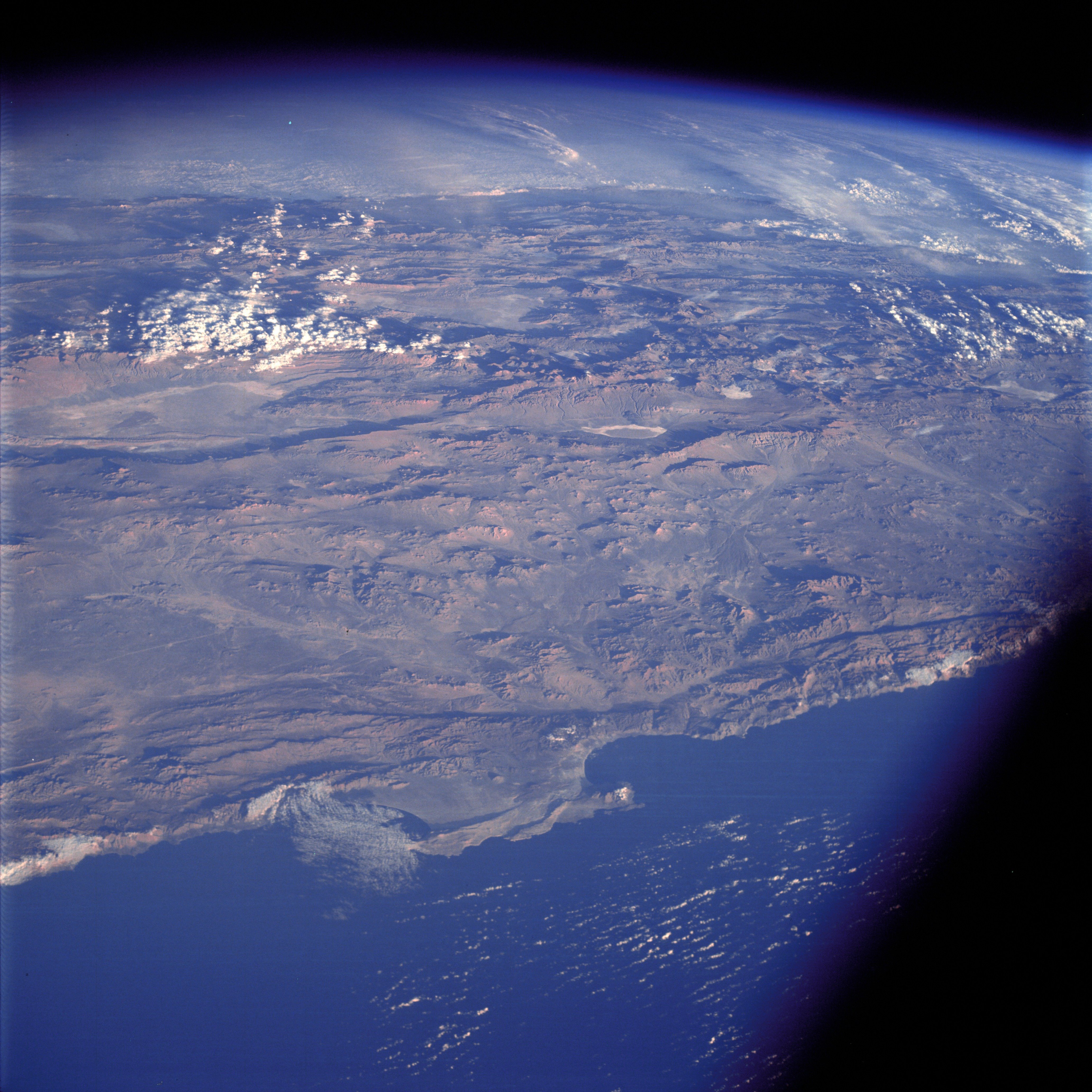
Imagen satelital que muestra el desierto de Atacama y el sistema de fallas de Atacama paralelo a la costa, cerca de Antofagasta y la península de Mejillones

La falla de Atacama es un extenso sistema de fallas que atraviesa la cordillera de la Costa en el norte grande de Chile, entre la cordillera de los Andes y el océano Pacífico. El sistema de fallas se manifiesta de norte a sur y se extiende por más de 1100 km al norte y hasta 50 km de ancho a través de la cuenca del antearco andino, aproximadamente entre las ciudades de Iquique y La Serena (21°S - 30°S). La zona es un resultado directo de la subducción en curso de la placa de Nazca que se mueve hacia el este debajo de la placa sudamericana, creyéndose que se formó en el Jurásico Inferior durante los comienzos de la orogenia andina. La zona se puede dividir en 3 regiones: Norte, Centro y Sur, siendo las principales fallas del sistema, respectivamente, las fallas de Salar del Carmen, Remiendo y El Salado.

## Historia tectónica y formación
La falla de Atacama ha pasado por períodos de inactividad y reactivación desde su inicio en el Cretácico. La serie de fallas se formó a través de una serie compleja de regímenes tectónicos que datan del Jurásico temprano:
1. La cuenca del antearco andino se separó del océano Pacífico en el Jurásico temprano.
2. Se produjo deformación dúctil dentro del arco, creando zonas de cizalladura milonítica en dirección norte en el Jurásico superior.
3. Cinturón formado a través de un régimen de compresión en el Cretácico temprano.
4. Compresión del basamento andino en el Cretácico medio.
5. Régimen de extensión desde el Oligoceno al Mioceno.
6. Grandes reactivaciones frágiles desde el Mioceno hasta el presente.

Algunas reactivaciones de esta falla durante el Cenozoico han producido notables escarpes de falla que destacan, entre el río Loa y Paposo, a lo largo del borde oriental de la cordillera de la Costa.

## Geología regional
La zona de fallas penetra en la cordillera de la Costa a través de terrenos alargados que se emplazan en dirección norte-sur de rocas ígneas del Jurásico a comienzos del Cretácico. La región se formó a través del magmatismo de arco y está compuesta principalmente de tobas andesíticas y lavas con grandes batolitos de diorita. Ciertas áreas de estas provincias ígneas están cubiertas por terrenos de rocas clásticas continentales y calizas marinas.
La actividad de fallas pasada y reciente ha rediseñado parte de la roca circundante, produciendo regiones de rocas dúctilmente deformadas, que pueden clasificarse en dos tipos: rocas metamórficas de rocas volcánicas jurásicas, rocas intrusivas (dioritas, gabros y tonalitas) y grauvacas paleozoicas formadas en condiciones de facies de medias anfibolitas; y rocas plutónicas cretáceas (tonalitas) que se deformaron bajo condiciones de esquistos verdes.

## Mecánica
Debido al régimen de extensión que configura la región, el sistema está dominado por fallas normales, la mayoría de las cuales es de dirección norte-sur, y se hunde alrededor de 60 grados hacia el este. Aunque el sistema es principalmente de deslizamiento por inmersión, existen regiones de milonitas formadas por deslizamiento en el este que proporcionan evidencia del movimiento de deslizamiento sinistral anterior.
La dirección general del sistema de fallas es norte-sur, aunque la actividad de falla varía entre las 3 regiones de la zona de la falla de Atacama:
- Región norte (de Antofagasta al norte): la falla del salar del Carmen que divide la región en un dominio occidental con grandes fallas activas en dirección norte, y un dominio oriental con fallas mayormente inactivas cubiertas por depósitos cuaternarios. En esta parte, la traza principal de la falla de Atacama forma un escalón morfológico de 300 a 400 m de altura, cuyo borde oriental se configura como un amplio piedemonte conformado por abanicos aluviales coalescentes.[2]
- Región central (de Antofagasta a Taltal): la cordillera de la Costa está delimitada por la impactante falla Remiendo, de orientación norte-sur, con escarpes de fallas antiguas en la zona oriental de la región. En las cercanías de Paposo, la falla se caracteriza por presentar un escarpe de hasta 300 m de altura, mirando al este, y exhibiendo el desarrollo de facetas triangulares.
- Región sur (de Taltal al sur): la cordillera de la Costa está limitada por la falla de El Salado, que se extiende hacia el norte y está cortada hacia el norte por las fallas de Taltal. En esta región se encuentra el denominado cinturón de hierro de Chile, provincia geológica donde se concentran depósitos de mineral de óxido de hierro-apatita, óxido de hierro-cobre-oro (IOCG, por sus siglas en inglés) y cobre-plata tipo manto.[6][7]

## Sismicidad
Un estudio identificó que las grietas de tensión en la corteza del desierto de Atacama estaban formadas por entre 2000 y 9000 terremotos de placas individuales que ocurrieron en el pasado entre 0.8 y 1 millón de años, evidenciando que hasta el 10% de la deformación horizontal generada durante los terremotos es permanente. El mismo equipo de científicos determinó que el silencio sísmico de la zona alrededor de la falla de Atacama podría liberarse en un gran terremoto.